# Championnats d'Afrique de boxe amateur 1974
Navigation
Édition précédente Édition suivante
La 6e édition des championnats d'Afrique de boxe amateur s'est déroulée à Kampala, Ouganda, en novembre 1974. 

## Résultats

### Podiums
| Catégories                    | Or                         | Argent            | Bronze                |
| Poids mi-mouches (-48 kg)     | Stephen Muchoki            | Davidson Andeh    | Atta Yeboah ?         |
| Poids mouches (-51 kg)        | James Odwori               | Isaac Kuria Maina | ?                     |
| Poids coqs (-54 kg)           | Abdel Nabi El-Sayed Mahran | Felix Maina       | ?                     |
| Poids plumes (-57 kg)         | Eddie Ndukwu               | Ali Rojo          | G.Ongoua Steve Akushe |
| Poids légers (-60 kg)         | Bechir Jlassi              | Kimuthi           | Joe Cofie ?           |
| Poids super-légers (-63,5 kg) | Ayub Kalule                | Philip Mathenge   | ?                     |
| Poids welters (-67 kg)        | Vitalis Bbege              | Prince            | S.Owiso Roy Kaba      |
| Poids super-welters (-71 kg)  | Mohamed Muruli             | Ndom              | ? Ricky Barnor        |
| Poids moyens (-75 kg)         | Mustapha Wasajja           | Khalil Ali Khalti | Dodoo Wellington ?    |
| Poids mi-lourds (-81 kg)      | Isaac Ikhouria             | Jacob Odonga      | ? A. Annan            |
| Poids lourds (+81 kg)         | Jacob Tchanthuing          | Talaat el-Dahsan  | Joe Kalala ?          |

### Tableau des médailles
| Place | Pays             | Médaille d'or, Afrique | Médaille d'argent, Afrique | Médaille de bronze, Afrique | Total |
| ----- | ---------------- | ---------------------- | -------------------------- | --------------------------- | ----- |
| 1     | Ouganda          | 5                      | 2                          | 0                           | 7     |
| 2     | Nigeria          | 2                      | 1                          | 0                           | 3     |
| 3     | Kenya            | 1                      | 4                          | 1                           | 6     |
| 4     | Égypte           | 1                      | 3                          | 0                           | 4     |
| 5     | Cameroun         | 1                      | 1                          | 1                           | 3     |
| 6     | Tunisie          | 1                      | 0                          | 0                           | 1     |
| 7     | Ghana            | 0                      | 0                          | 8                           | 8     |
| Total | 7 pays médaillés | 11                     | 11                         | 10                          | 32    |

+ 12 médailles de bronze inconnues